# Rabbit Island (ö i Bermuda)
Rabbit Island är en ö i Bermuda (Storbritannien).   Den ligger i parishen Hamilton, i den centrala delen av landet, 6 km nordost om huvudstaden Hamilton.